# 莎士比亞花園
莎士比亚花园（Shakespeare garden）是一个以威廉·莎士比亚作品為主题的花园，遍佈於全球各地。該花園內种植威廉·莎士比亚作品中提到的175种植物。